# Zoe (måne)
Zoe (provisorisk beteckning: S/2001 (58534) 1) är en naturlig satellit till asteroiden 58534 Logos.
Asteroidmånen upptäcktes den 17 november 2001 av K.S. Noll med flera med hjälp av rymdteleskopet Hubble. Satelliten hade det provisoriska namnet S/2001 (58534)  1 fram till namngivningen 2006, då det mytologiska namnet Zoe åsattes asteroidmånen. Huvudkomponenten Logos fick samtidigt sitt egennamn.
Zoes medelavstånd till Logos är 8 217±42 kilometer och excentriciteten 0,5463±0,0079. Omloppstiden är 309,87±0,22 dygn. Den uppskattade diametern är 66 kilometer och massan (1,5 ± 0,2) × 1017 kg.